# Здравоохранение в Мьянме
Система здравоохранения в Мьянме развита слабо. В 1962—2011 годах находившиеся у власти социалисты и военные выделяли на развитие здравоохранения от 0,5 до 3 % от ВВП страны, что привело к тому, что уровень здравоохранения в стране считается и в настоящее время одним из самых низких в мире. В 2015 году была начата серия новых демократических реформ, направленных на улучшение здравоохранения: в 2017 году правительство повысило долю выделяемых на здравоохранение средств до 5,2 % от ВВП страны, повысив качество оказываемых медицинских услуг.
Большая часть медицинских услуг является платной для жителей Мьянмы, хотя в 2014—2015 годах доля платных услуг сократилась с 85 до 62 % и ежегодно сокращается по настоящее время (при среднемировом уровне 32 %). В государственных и частных клиниках наблюдается нехватка низко- и высококвалифицированного медицинского персонала, причём в государственных также не хватает коек и оборудования. По оценкам ВОЗ, ситуация со здравоохранением в Мьянме является одной из худших в мире.

## Инфраструктура
В Мьянме есть семь медицинских университетов (в том числе один военный), все являются государственными и официально признаны Медицинском советом Мьянмы.
- 1-й Янгонский медицинский университет[англ.]
- 2-й Янгонский медицинский университет[англ.]
- Медицинская академия Министерства обороны Мьянмы[англ.]
- Мандалайский медицинский университет[англ.]
- Магуэйский медицинский университет[англ.]
- Таунджийский медицинский университет[англ.]
- Магуэйский университет здравоохранения[англ.]

В марте 2012 года университет Окаяма объявил, что намеревается открыть медицинскую академию в Мьянме (рабочее название — «академия Ринсё»), которая стала бы первой медицинской школой в стране, управляемой из-за рубежа.

## Текущее положение

### Здравоохранение детей и матерей
По данным на 2015 год на 100 тысяч новорождённых приходилось 178 смертей матерей при родах: этот показатель был лучше по сравнению с прежними годами (240 в 2010 году, 219,3 в 2008 году и 662 в 1990 году). Показатель детской смертности (возраст до 5 лет) составляет 73 человека на 1000 новорождённых; из них 47% умерших — это сами новорождённые. На 1000 новорождённых в стране приходится 9 акушерок; на 180 беременных фиксируется один случай смерти. В Мьянме запрещены аборты: хотя с 1970 года смертность рожениц снизилась, фиксируются случаи смерти в результате нелегальных абортов.

### ВИЧ/СПИД
Министерство здравоохранения Мьянмы официально признаёт ВИЧ и СПИД в качестве заболеваний: большая часть смертей от ВИЧ и СПИД фиксируется среди работников секс-индустрии и их клиентов, а также инъекционных наркоманов. В 2005 году смертность от ВИЧ среди взрослых составляла 1,3 % (от 200 до 570 тысяч), согласно данным Объединённой программы ООН: несмотря на усилия врачей, остановить распространение вируса не удаётся до сих пор. Национальная программа СПИД в Бирме утверждает, что 32 % работников секс-индустрии и 43 % инъекционных наркоманов заражены ВИЧ.
В 2005 году на борьбу против ВИЧ была выделена сумма, эквивалентная 137 120 долларам США: правительства Норвегии, Нидерландов, Великобритании и Швеции выделили суммарно 27 711 813 долларов США на развитие программ по борьбе против ВИЧ/СПИД в Бирме. Из 166 азиатских стран Бирма занимает 51-е место по смертности от ВИЧ/СПИД после Камбоджи и Таиланда: ежегодное число смертей составляет около 20 тысяч (от 11 до 35 тысяч).

## Малярия
В 2010-е годы системой здравоохранения Мьянмы удалось взять под контроль распространение малярии: с 2011 по 2016 годы смертность от малярии упала примерно на 80 % (с 567 452 человек до 110 146); в то же время смертность, приписываемая малярии, снизилась на 96 % (с 581 до 21). Мьянма остаётся крупнейшей по числу случаев заражения и смертей от малярии среди шести стран Большого Меконгского подрегиона, однако в разных районах страны обнаруживаются присутствие артемизинина в растениях — вещества, на базе которого ведётся активная разработка лекарств от малярии.
Несмотря на имеющиеся проблемы, ежегодный мониторинг терапевтической эффективности первичных и вторичных рекомендуемых антималярийных препаратов на базе артемизинина (артемэфир—лумефантрин и дигидроартемизинин—пипераквин) показывает, что оба варианта этих лекарств эффективны с соответствующей клинической и паразитологической реакцией на уровне 95 %. Паразиты вида plasmodium falciparum, являющиеся причиной 60 % заболеваний малярией, и вида plasmodium vivax — основные переносчики болезней, как и 10 видов малярийных комаров (москитов). Анализ распределения заражённых по возрасту и полу показывает, что большая часть заражённых — взрослые мужчины, работающие в горнодобывающей отрасли и лесном хозяйстве, а также занимающиеся подсочкой и строительством
Окончательной целью Национального стратегического плана Мьянмы по усилению контроля над малярией и ускорению процесса победы над малярией (2016–2020) — ликвидация в стране паразитов типа plasmodium falciparum к 2025 году и окончательная победа над всеми формами малярии к 2030 году.